# Бык в геральдике
Бык (нем. Stier, фр. buffle, taureau) — естественная негеральдическая гербовая фигура.
Одна из старейших и популярных гербовых фигур в геральдике, а также один из противоречивых символических образов: символ плодородия, воплощение упрямства и упорства, настойчивости и терпения, ярости и силы, эмблема скотоводства.
Рога быка — знак полной Луны.

## История
В христианстве бык — символ Евангелиста Луки, который символизировал его трудолюбие, терпение, упорство в проповеди вероучения Христа.
На протяжении нескольких столетий изображение быка украшало герб молдавских господарей; сегодня украшает герб Румынии, герб и флаг Молдовы.
В русской геральдике, образ быка появляется в конце XVIII — первой половине XIX века, исключительно для городов, присоединённых к империи после XVII века. Он трактовался как эмблема скотоводства и его развитие в определённых районах: Сызрань, Каинск, Ахалцых, Прилуки, Липовец, Верхнеднепровск, Валмиер (бычьи рога). Для дворянских родов присуща такая же практика, где эта эмблема в гербах была у выезжающих родов: Боярские, Бугаевские, Трубецкие и другие.

## Блазонирование
В геральдике сложились два вида эмблем быка:
- Бык в полный рост, в профиль, стоящий или идущий вправо, с рогами, образующими полумесяц.
- Крупная голова быка анфас и обязательно с кольцом в ноздрях и с высунутым языком.

В немецкой геральдике развито изображение бычьих рогов: они, как правило, короткие, толстые и заострённые на концах. Слабо изогнутые бычьи рога крепились на касках, шлемах и иных военных головных уборах.
Дикий бык изображается в профиль — с рогами в виде полумесяца, часто бывают с опущенной, как бы для бодания, головой, «шествующий» (поднята одна передняя нога), «стоящий» (стоит на четырёх ногах), «лежащий» (отдыхающий) или «восстающий» (стоит на двух задних ногах). Нередко изображается и отдельно бычья голова в анфас, описывается как личина быка, с высунутым языком или с продетым через ноздри кольцом (соблюдается не всегда). Отдельная голова быка в полуоборот называется отсечённой. Бычьи рога, которые так часто встречаются в виде украшений гербовых шлемов, особенно немецких, некоторыми геральдистами совершенно ошибочно принимаются за охотничьи рога, а французскими даже за слоновые хоботы (фр. proboscises). В действительности их следует блазонировать как «рога дикого быка», являющиеся одним из престижных гербовых украшений в германской геральдике.
Геральдисты утверждают, что бык должен иметь только чёрный цвет, но на практике это не соблюдается. Если рога, копыта и высунутый язык отличаются от общего цвета животного, то необходимо отметить это в описании герба.

### Критика
Довольно часто смешиваются понятия эмблемы быка с иными геральдическими животными: Вол, Буйвол, Тур, Зубр и даже Корова, которые имеют своё символическое значение и блазонирование, поэтому крайне важно смотреть описание герба, в который закладывается смысл эмблемы.

## Галерея

Герб Молдовы
Герб рода Борджиа
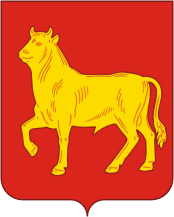
Герб Куйбышева (Россия)
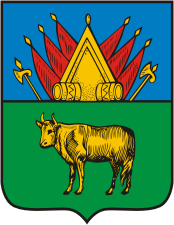
Герб Каинска
Герб Верхнеднепровска (Украина)
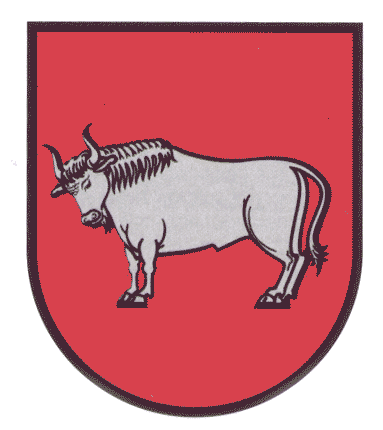
Герб Липовца (Украина)
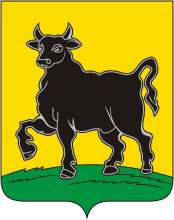
Герб Сызрани, Россия
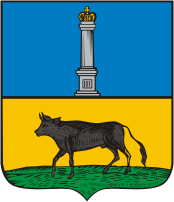
Герб Сызрани (1780 г.)
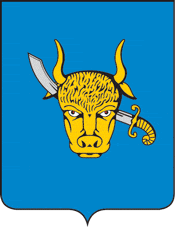
Герб Прилук, Украина
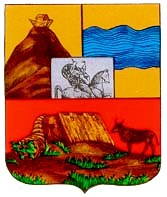
Герб Ахалциха времен Российской империи
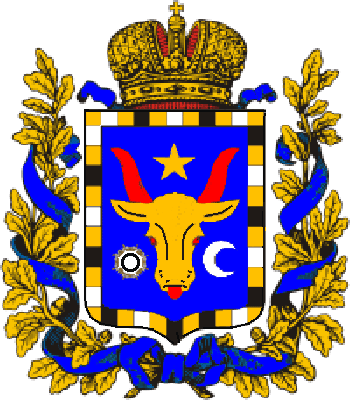
Герб Бессарабии